# شیپ اسپرینگز (نیومکزیکو)
شیپ اسپرینگز (به انگلیسی: Sheep Springs) یک منطقهٔ مسکونی در ایالات متحده آمریکا است که در شهرستان سن خوآن، نیومکزیکو واقع شده‌است. شیپ اسپرینگز ۱۵٫۴ کیلومتر مربع مساحت و ۲۳۷ نفر جمعیت دارد و ۱٬۷۹۷ متر بالاتر از سطح دریا واقع شده‌است.